# اعترافات زوج (فلم)
اعترافات زوج هو فيلم مصري تم إنتاجه عام 1964، من إخراج فطين عبد الوهاب و بطولة فؤاد المهندس و شويكار.

## تمثيل
- فؤاد المهندس
- شويكار
- هند رستم
- ماري منيب
- يوسف وهبي
- أحمد رمزي
- نادية النقراشي

## روابط خارجية
- اعترافات زوج على موقع IMDb (الإنجليزية)
- اعترافات زوج على موقع قاعدة بيانات الفيلم (الإنجليزية)
- اعترافات زوج على موقع ليتربوكسد (الإنجليزية)